# Barry Zito
Barry William Zito (né le 13 mai 1978 à Las Vegas, Nevada, États-Unis) est un ancien lanceur gaucher des Athletics d'Oakland et des Giants de San Francisco de la Ligue majeure de baseball. 
Il évolue 7 saisons, de 2000 à 2006, pour les Athletics d'Oakland, qu'il représente 3 fois au match des étoiles (2002, 2003 et 2006) et avec qui il remporte le trophée Cy Young du meilleur lanceur de la Ligue américaine en 2002. 
De 2007 à 2013, il joue chez les Giants de San Francisco, avec qui il remporte les Séries mondiales de 2010 et 2012.
Absent du jeu en 2014, il effectue un dernier tour de piste avec Oakland en 2015 avant de mettre un terme à sa carrière sportive.

## Biographie

### Athletics d'Oakland

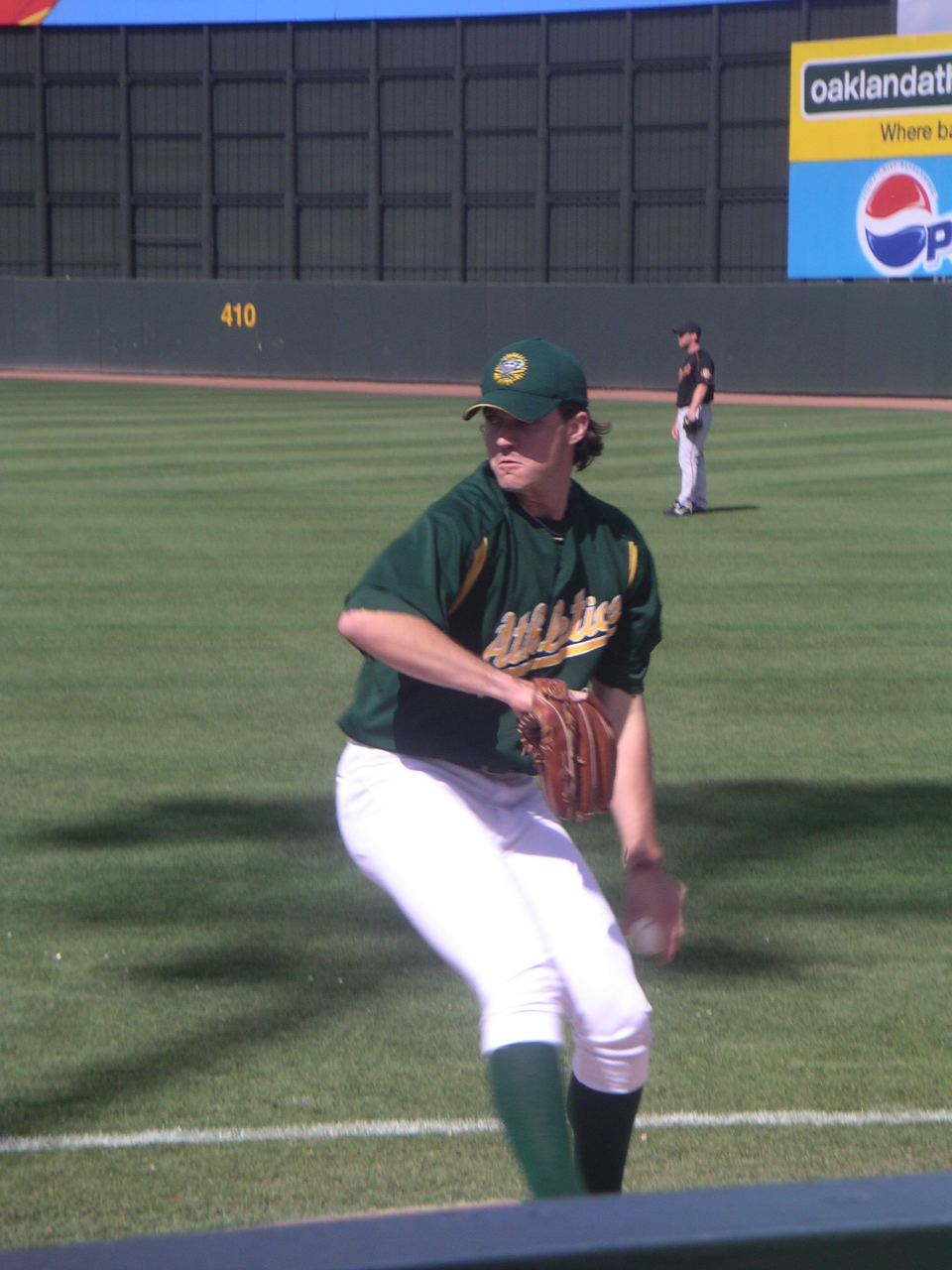
Zito en 2005 avec les A's.

Barry Zito est le choix de première ronde (neuvième athlète sélectionné au total) des Athletics d'Oakland en 1999. Lanceur droitier promis à une belle carrière, il fait son entrée dans les majeures un an plus tard, amorçant son premier match dans l'uniforme des Athletics le 22 juillet 2000. Le partant effectue 14 départs à sa saison recrue. Il remporte 7 de ses 11 décisions et affiche une excellente moyenne de points mérités de 2,72. Il est considéré pour le titre de recrue de l'année de la Ligue américaine, mais termine sixième au vote remporté par Kazuhiro Sasaki des Mariners de Seattle. Il participe à l'automne à un premier match de séries éliminatoires et est crédité de la victoire à son seul départ en Série de division contre les Yankees de New York.
Avec 35 départs en 2001, Zito, 23 ans, est le meneur des Ligues majeures à ce chapitre. Il remporte 17 victoires pour Oakland, contre huit décisions perdues. Il totalise 205 retraits sur des prises en 214 manches et un tiers lancées. En séries d'après-saison, les Athletics lui remettent la balle dans une rencontre de Série de division face aux Yankees de New York. Malgré une brillante performance où il n'accorde qu'un point et deux coups sûrs à l'adversaire en huit manches, Oakland s'incline et Zito voit un revers porté à sa fiche. Sa seule erreur est un coup de circuit accordé à Jorge Posada. Son adversaire, le lanceur des Yankees Mike Mussina n'accorde pas de point dans un gain de 1-0 de New York.
En 2002, il domine la Ligue américaine avec 23 victoires. En seulement cinq occasions il est crédité de la défaite dans un match des A's. Il affiche une moyenne de points mérités de 2,75 en 229,1 manches au monticule. Il est premier avec 35 départs dans l'Américaine et, plus important, on lui décerne à la fin de la saison le trophée Cy Young du meilleur lanceur de la ligue. Il reçoit même plusieurs votes au scrutin du joueur par excellence de l'année, terminant 15e au scrutin. À la mi-saison 2002, Zito est invité pour la première fois au match des étoiles du baseball majeur. En éliminatoires, il effectue un départ et est crédité d'une victoire face aux Twins du Minnesota en Série de division.
Encore une fois très utilisé en 2003 par les Athletics (35 nouveaux départs et un sommet en carrière de 231,2 manches au monticule), ses statistiques s'avèrent moins impressionnantes : fiche victoires-défaites de 14-12 et moyenne de 3,30. Il reçoit cependant sa seconde invitation à la partie d'étoiles. Les A's prennent part aux éliminatoires pour une quatrième saison de suite mais échouent, comme les trois fois précédentes, dès le premier tour des séries. On remet la balle à Zito pour deux parties face aux Red Sox de Boston : il remporte une victoire et subit une défaite. Dans le cinquième et dernier match de la série, qui voit Oakland être éliminé, il est le lanceur perdant face à Pedro Martinez des Red Sox.
De 2004 à 2006, Zito enchaîne des saisons de 11, 14 et 16 gains pour Oakland, mais avec des moyennes de points mérités bien supérieures à celles de ses premières années.
En 2006, il est invité pour la troisième fois au match d'étoiles.

### Giants de San Francisco

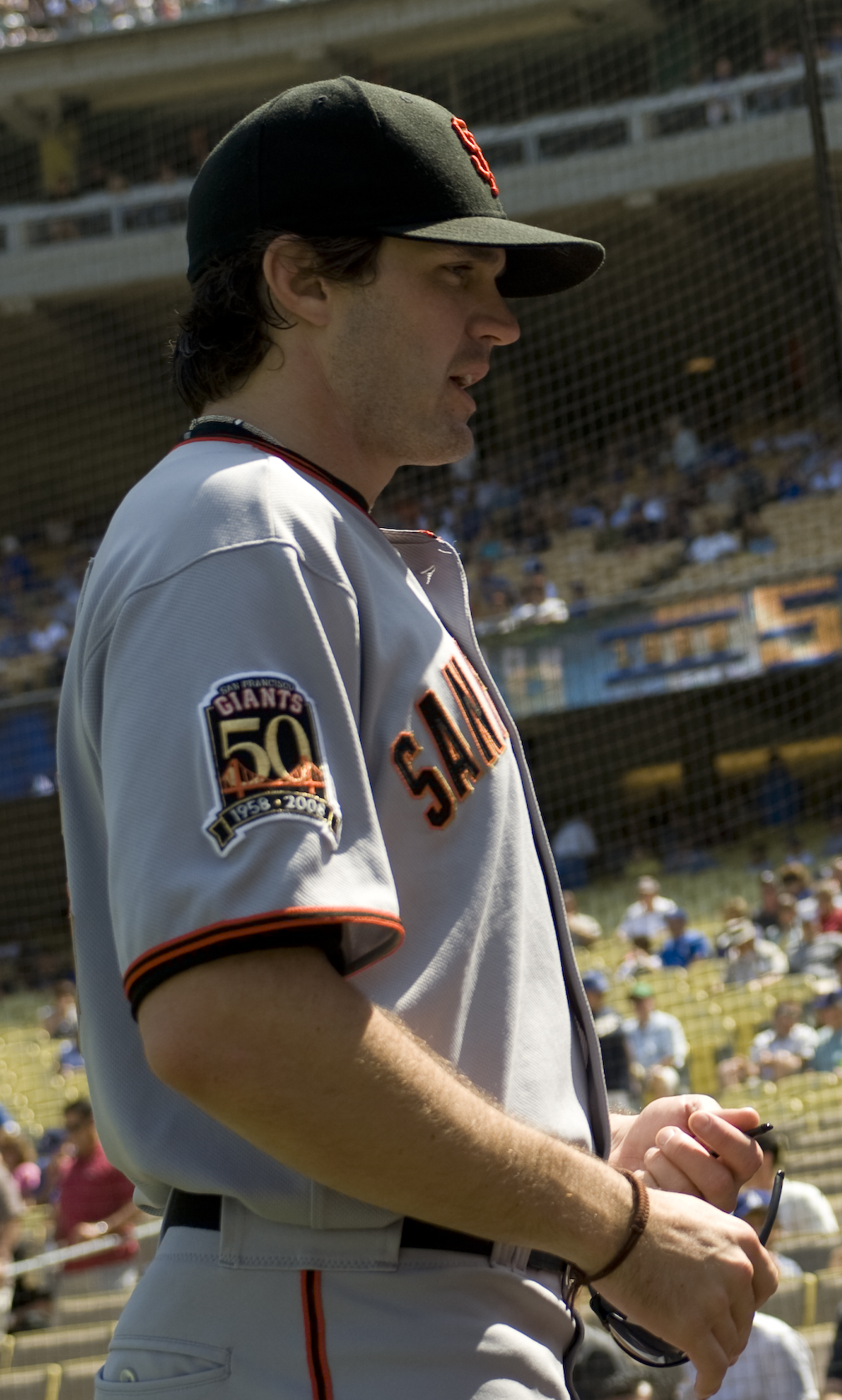
Barry Zito avec les Giants en 2008.

Devenu agent libre après la saison 2006, il signe en décembre de la même année un contrat de 126 millions de dollars pour 7 saisons avec les Giants de San Francisco. Il s'agit du plus gros contrat jamais accordé par la franchise, et du plus lucratif contrat jamais signé par un lanceur de la MLB. C'est aussi un contrat que les Giants et leurs partisans viendront vite à regretter puisqu'au cours des années suivantes Zito sera fréquemment blessé, ne connaîtra pas ses succès antérieurs, et commandera un salaire qui pèsera lourd sur les finances de l'équipe.
Au sein de la rotation de lanceurs partants des Giants, Zito présente des dossiers victoires-défaites négatifs à ses cinq premières saisons dans la Ligue nationale. Il mène même les majeures pour le nombre de défaites (17) lors de la saison 2008.
Retiré de la rotation de partants des Giants à l'automne 2010, il n'apparaît dans aucun match de l'équipe dans leur route vers la conquête de la Série mondiale.
Zito est impliqué dans un accident de la circulation à Los Angeles le 30 mars 2011. Il passe une visite de contrôle à l'hôpital pour des douleurs à la nuque. Il amorce tout de même la saison en même temps que ses coéquipiers. Une de fois de plus fréquemment blessé en cours de saison, il ne lance que dans 13 matchs, dont à peine 9 départs. Sa fiche victoires-défaites est de 3-4 avec une moyenne de points mérités de 5,87 en 53 manches et deux tiers lancées, le plus bas total de manches accumulées en une saison depuis son arrivée dans les majeures.

#### Saison 2012
Le 9 avril 2012, dans une victoire de 7-0 des Giants au Colorado, Zito lance son premier blanchissage depuis 2003. Ses 274 départs sans blanchissage est la troisième plus longue séquence du genre dans l'histoire des majeures après Tim Wakefield (353 départs, 1997 à 2011) et Kirk Rueter (299 départs, 1995 à 2005). Zito remporte 15 victoires en saison régulière 2012, son plus haut total depuis 2006 et son record depuis son arrivée à San Francisco. Il encaisse 8 défaites en 32 départs et sa moyenne de points mérités se chiffre à 4,15 en 184 manches et un tiers lancées.
Après avoir été laissé de côté par l'équipe durant les séries éliminatoires qui mènent à la conquête de la Série mondiale 2010, Zito fait oublier ses performances inégales depuis son arrivée à San Francisco en remportant des matchs cruciaux dans les éliminatoires de 2012. Le 19 octobre, il est à Saint-Louis le lanceur partant des Giants, qui tirent de l'arrière 1-3 dans la Série de championnat de la Ligue nationale et font face à l'élimination. Lançant son meilleur match jusque-là comme porte-couleurs des Giants, il blanchit les Cardinals de Saint-Louis en 7 manches et deux tiers lancées, enregistrant six retraits sur des prises et aidant sa cause à l'attaque avec un point produit dans une victoire de 5-0. Les Giants renversent les Cardinals en 7 parties pour accéder à la Série mondiale 2012. Après une exténuante finale de la Ligue nationale s'étant rendue à sa limite, les Giants n'ont d'autre choix que d'envoyer Zito au monticule pour commencer la Série mondiale, les as Matt Cain et Madison Bumgarner n'étant pas disponibles et Tim Lincecum lançant dans l'enclos de relève. Opposé à Justin Verlander le 24 octobre pour amorcer la Série mondiale, Zito limite les Tigers de Détroit à un point, remporte le match et frappe de nouveau un coup sûr. Le gaucher célèbre quelques jours plus tard un deuxième titre de champion du monde, dans une conquête où il aura cette fois eu la chance de jouer un rôle de premier plan.

#### Saison 2013
Le 5 avril 2013, Zito est le lanceur partant des Giants pour leur premier match à domicile de la saison 2013. Affrontant les Cardinals de Saint-Louis pour la première fois depuis le match crucial de la Série de championnat précédente, il n'accorde que trois coups sûrs en sept manches et les Giants remportent la victoire pour la 15e fois de suite dans un match où il est le partant, séries éliminatoires incluses. La suite de choses n'est guère reluisante pour Zito, qui conclut la dernière saison prévue à son contrat avec une fiche de 5 victoires, 11 défaites, et une moyenne de points mérités de 5,74 en 133 manches et un tiers lancées.

### Retour à Oakland
Sans contrat après l'échéance de son entente à long terme avec les Giants, Zito est sans emploi en 2014. En février 2015, il signe un contrat des ligues mineures avec sa première équipe, les Athletics d'Oakland, qui l'invitent à leur camp d'entraînement.
Il est rappelé des mineures vers la fin de la saison pour un dernier tour de piste, mais l'intention des Athletics est au départ de ne l'employer que comme lanceur de relève. Cependant, alors que la saison 2015 tire à sa fin et que tant les Athletics que leurs voisins, les Giants de San Francisco, sont éliminés de la course aux séries éliminatoires, les deux clubs voient une belle occasion de générer de l'intérêt pour un match autrement de peu d'importance et de saluer la carrière de deux anciens coéquipiers d'Oakland. Il est donc prévu que le 26 septembre à Oakland, Zito soit le lanceur partant des A's contre Tim Hudson pour les Giants, ce dernier ayant aussi annoncé qu'il prendrait sa retraite une semaine plus tard. Le trio d'anciens lanceurs étoiles des Athletics est complet avec Mark Mulder, qui vient effectuer le lancer protocolaire. La nostalgie est à l'évidence la grande gagnante de cet affrontement tenu par un samedi après-midi : Hudson ne lance qu'une manche et un tiers pour les Giants, allouant 3 points, tandis que Zito donne 4 points en deux manches avant d'être retiré d'une rencontre qui se termine 14-10 pour San Francisco.
Zito dispute son dernier match dans les majeures le 30 septembre 2015, un départ qui dure 4 manches où il donne deux points et 4 buts-sur-balles aux Angels de Los Angeles.

## Vie personnelle

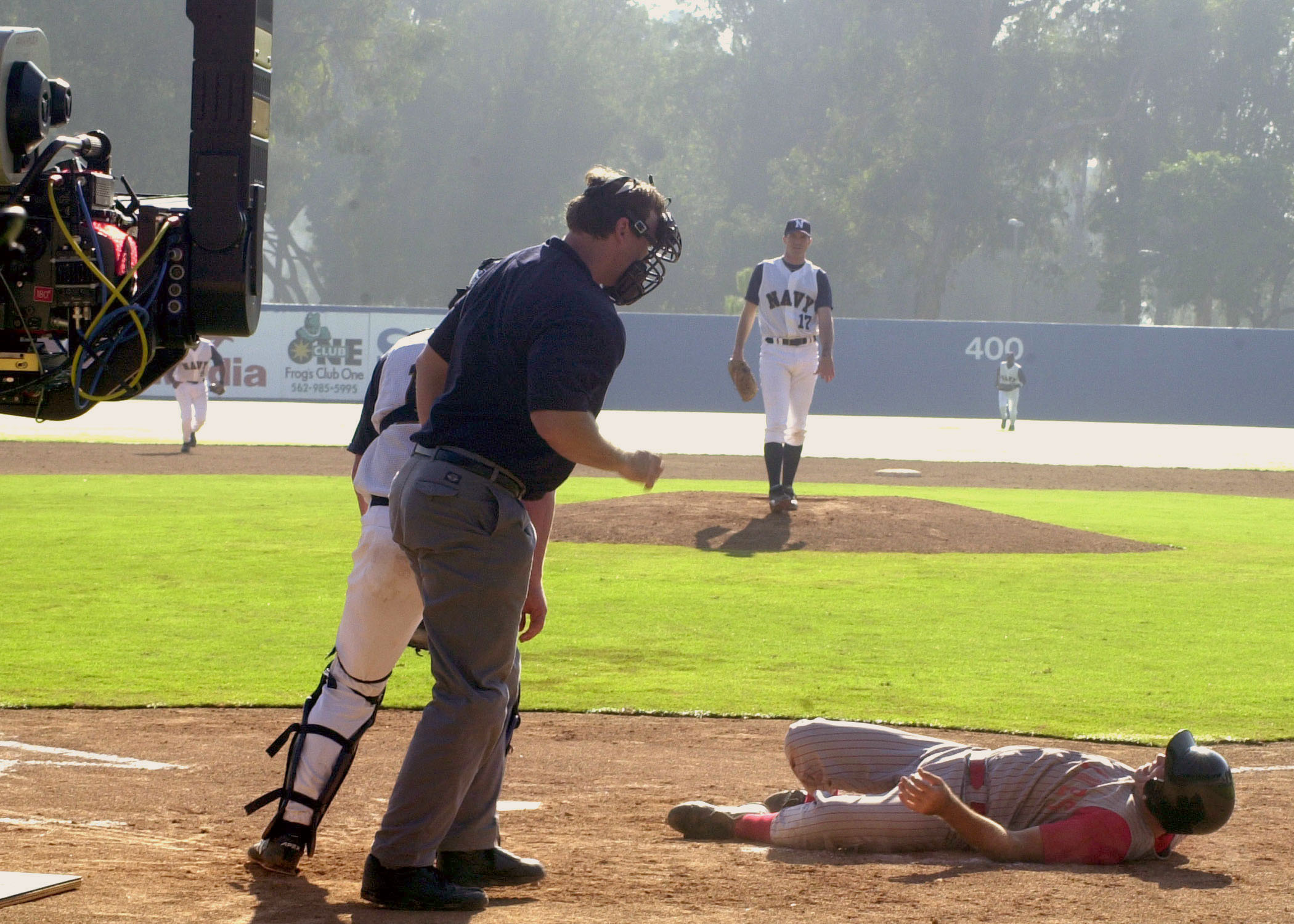
Barry Zito (numéro 17) lors du tournage de la série JAG.

Barry Zito est le neveu de l'acteur américain Patrick Duffy.
En 2003, Zito apparaît dans un épisode de la série télévisée JAG. Il interprète le rôle d'un lanceur de baseball de l'équipe de l'United States Navy qui atteint à la tête un frappeur de l'équipe des Marines lors de leur partie de baseball annuelle.

## Statistiques
| Saison | Équipe        | G   | GS  | CG | SHO | V   | D   | SV | IP     | SO   | ERA  |
| ------ | ------------- | --- | --- | -- | --- | --- | --- | -- | ------ | ---- | ---- |
| 2000   | Oakland       | 14  | 14  | 1  | 1   | 7   | 4   | 0  | 92.2   | 78   | 2,72 |
| 2001   | Oakland       | 35  | 35  | 3  | 2   | 17  | 8   | 0  | 214.1  | 205  | 3,49 |
| 2002   | Oakland       | 35  | 35  | 1  | 0   | 23  | 5   | 0  | 229.1  | 182  | 2,75 |
| 2003   | Oakland       | 35  | 35  | 4  | 1   | 14  | 12  | 0  | 231.2  | 146  | 3,30 |
| 2004   | Oakland       | 34  | 34  | 0  | 0   | 11  | 11  | 0  | 213.0  | 163  | 4,48 |
| 2005   | Oakland       | 35  | 35  | 0  | 0   | 14  | 13  | 0  | 228.1  | 171  | 3,86 |
| 2006   | Oakland       | 34  | 34  | 0  | 0   | 16  | 10  | 0  | 221.0  | 151  | 3,83 |
| 2007   | San Francisco | 34  | 33  | 0  | 0   | 11  | 13  | 0  | 196.2  | 131  | 4,53 |
| 2008   | San Francisco | 32  | 32  | 0  | 0   | 10  | 17  | 0  | 180.0  | 120  | 5,15 |
| 2009   | San Francisco | 33  | 33  | 1  | 0   | 10  | 13  | 0  | 192.0  | 154  | 4,03 |
| 2010   | San Francisco | 34  | 33  | 1  | 0   | 9   | 14  | 0  | 199.1  | 150  | 4,15 |
| 2011   | San Francisco | 13  | 9   | 0  | 0   | 3   | 4   | 0  | 53.2   | 32   | 5,87 |
| 2012   | San Francisco | 32  | 32  | 1  | 1   | 15  | 8   | 0  | 184.1  | 114  | 4,15 |
| Totaux | Totaux        | 400 | 394 | 12 | 5   | 160 | 132 | 0  | 2436.1 | 1797 | 3,93 |

| Saison | Équipe        | G  | GS | CG | SHO | V | D | SV | IP   | SO | ERA  |
| ------ | ------------- | -- | -- | -- | --- | - | - | -- | ---- | -- | ---- |
| 2000   | Oakland       | 1  | 1  | 0  | 0   | 1 | 0 | 0  | 5.2  | 5  | 1,59 |
| 2001   | Oakland       | 1  | 1  | 0  | 0   | 0 | 1 | 0  | 8.0  | 6  | 1,13 |
| 2002   | Oakland       | 1  | 1  | 0  | 0   | 1 | 0 | 0  | 6.0  | 8  | 4,50 |
| 2003   | Oakland       | 2  | 2  | 0  | 0   | 1 | 1 | 0  | 13.0 | 13 | 3,46 |
| 2006   | Oakland       | 2  | 2  | 0  | 0   | 1 | 1 | 0  | 11.2 | 1  | 4,63 |
| 2012   | San Francisco | 3  | 3  | 0  | 0   | 2 | 0 | 0  | 16.0 | 13 | 1,69 |
| Totaux | Totaux        | 10 | 10 | 0  | 0   | 6 | 3 | 0  | 60.1 | 46 | 2,83 |

Note : G = Matches joués ; GS = Matches comme lanceur partant ; CG = Matches complets ; SHO = Blanchissages ; 
V = Victoires ; D = Défaites ; SV = Sauvetages ; IP = Manches lancées ; SO = Retraits sur des prises ; ERA = Moyenne de points mérités.